# Ханос
Ханос, або Пильчак-ханос, Кам'яний окунь-ханос (Serranus cabrilla) — морська хижа риба родини серранові. Один з 29 видів роду, один з двох видів роду у фауні України. Ареал охоплює східну Атлантику від Ла-Маншу на південь до Мису Доброї Надії і Наталя, Південна Африка, також біля Азор, Мадейри і Канар. Зустрічається у Середземному і західній частині Чорного морів, можливо, й у Червоному морі. Сягає 40 см довжиною.